# Abutilon pedrae-brancae
Abutilon pedrae-brancae är en malvaväxtart som beskrevs av Karl Moritz Schumann. Abutilon pedrae-brancae ingår i släktet klockmalvor, och familjen malvaväxter. Inga underarter finns listade i Catalogue of Life.